# Episodi di Babylon Berlin (prima stagione)
La prima stagione della serie televisiva Babylon Berlin è stata trasmessa in Germania su Sky 1 dal 13 ottobre al 3 novembre 2017.
In Italia, l'intera stagione è stata resa disponibile il 28 novembre 2017 su Sky Box Sets.
| nº | Titolo originale | Prima TV Germania | Pubblicazione Italia |
| -- | ---------------- | ----------------- | -------------------- |
| 1  | Episodio 1       | 13 ottobre 2017   | 28 novembre 2017     |
| 2  | Episodio 2       | 13 ottobre 2017   | 28 novembre 2017     |
| 3  | Episodio 3       | 20 ottobre 2017   | 28 novembre 2017     |
| 4  | Episodio 4       | 20 ottobre 2017   | 28 novembre 2017     |
| 5  | Episodio 5       | 27 ottobre 2017   | 28 novembre 2017     |
| 6  | Episodio 6       | 27 ottobre 2017   | 28 novembre 2017     |
| 7  | Episodio 7       | 3 novembre 2017   | 28 novembre 2017     |
| 8  | Episodio 8       | 3 novembre 2017   | 28 novembre 2017     |